# Angustella rufipenna
Angustella rufipenna är en insektsart som beskrevs av Li och Wang 2003. Angustella rufipenna ingår i släktet Angustella och familjen dvärgstritar. Inga underarter finns listade i Catalogue of Life.